# Marta Bosch Jiménez
Marta Bosch Jiménez (Barcelona, 5 de setembre de 1970) és una atleta catalana especialitzada en curses de mig fons. Es va formar al Grup Esportiu Parellada i al Club Atletisme Sant Boi. També ha competit amb el València CA. El 1995 es convertí en campiona de Catalunya i d'Espanya de 800 metres llisos en categoria júnior i promesa. També ha estat tres vegades campiona d'Espanya de camp a través júnior per equips, formant part de la selecció catalana, i una vegada campiona de Catalunya de cros júnior. En categoria sènior, ha aconseguit cinc vegades el títol de campiona de Catalunya de 800 metres llisos a l'aire lliure els anys 1988, 1993 i 1996, i un vegada en pista coberta el 1994. Els anys 1990 i 1994 va guanyar el subcampionat d'Espanya de 800 metres llisos a l'aire lliure, i el 1995 aconseguí el tercer lloc en pista coberta.

## Millors marques[2]
| Disciplina        | Temps   | Data                 | Lloc                |
| ----------------- | ------- | -------------------- | ------------------- |
| 400 metres llisos | 0:56.18 | 11 de juny de 1997   | Can Dragó-Barcelona |
| 800 metres llisos | 2:07.32 | 26 de febrer de 1995 | València            |
| 800 metres llisos | 2:06.36 | 12 de juliol de 1995 | Mataró              |